# День независимости (Сомалиленд)
День независимости Сомалиленда (сомал. Maalinta Madaxbanaanida Somaliland) — ежегодное празднование в Сомалиленде, повященное провозглашению независимости данного региона от остальной территории Сомали, односторонне решение которого не признается международным сообществом.
Несмотря на признание международным сообществом в качестве автономного государства в Сомали, 20-я годовщина празднования независимости прошла в Национальном дворце в Харгейсе, столице Сомалиленда, при введении общего выходного по всей стране.